# Gnidia suavissima
Gnidia suavissima är en tibastväxtart som beskrevs av Moritz Kurt Dinter. Gnidia suavissima ingår i släktet Gnidia och familjen tibastväxter. Inga underarter finns listade i Catalogue of Life.